# 路爾斯·艾拔圖
路爾斯·艾拔圖·罗梅罗·阿尔孔切尔（西班牙語：Luis Alberto Romero Alconchel，1992年9月28日—）是一名西班牙職業職業足球員，司職進攻中場，現時效力卡塔爾星級足球聯賽球會艾杜哈尼。

## 職業生涯

### 西維爾
2013年6月20日，西維爾接受了英超球隊利物浦對艾拔圖的一份680萬歐元的報價。2天後，艾拔圖正式轉會至利物浦。

### 利物浦
艾拔圖加盟利物浦後的首場比賽，是7月13日，季前熱身賽對英甲球隊普雷斯頓的比賽，他在下半場入替翼鋒阿塞迪，而最終利物浦大勝4-0。

### 拉齊奧
2017-18賽季，阿爾貝托在所有比賽中攻入12球，並貢獻了18次助攻。

## 榮譽

### 球會
拉齊奧
- 義大利盃冠軍：2018–19賽季
- 義大利超級盃冠軍：2017、2019年